# 최창규 (1937년)
최창규(1937년 6월 23일~)는 대한민국의 정치인이다. 제11·12대 국회의원을 지냈다.

## 역대 선거 결과
|  | 35.57% |

|  | 41.02% |